# یوکی آمامی
یوکی آمامی (انگلیسی: Yūki Amami؛ زادهٔ ۸ اوت ۱۹۶۷) یک هنرپیشه اهل ژاپن است. وی از سال ۱۹۸۷ میلادی تاکنون مشغول فعالیت بوده‌است. 
از فیلم‌ها یا برنامه‌های تلویزیونی که وی در آن نقش داشته است می‌توان به پونیو روی صخره کنار دریا اشاره کرد.